# Toralla i Serradell
|  | No s'ha de confondre amb Toralla o Serradell. |

| ↓ | 1812 — 1969 | → |

|  | Comtat de Pallars                   |
|  | Varvassoria de Toralla              |
|  | Parròquia de Santa Maria de Toralla |
|  | Parròquia de Sant Esteve d'Erinyà   |
|  | Baronia de Rivert                   |
|  | Parròquia de Sant Martí de Rivert   |

| Conca de Dalt |

|  | Comtat de Pallars                   |
|  | Varvassoria de Toralla              |
|  | Parròquia de Santa Maria de Toralla |
|  | Parròquia de Sant Esteve d'Erinyà   |
|  | Baronia de Rivert                   |
|  | Parròquia de Sant Martí de Rivert   |

| Conca de Dalt |

Toralla i Serradell fou un municipi que perdé la seva independència municipal el 1969, quan fou extingit l'ajuntament i adscrita l'administració del territori al municipi de Pallars Jussà. El 1994 el municipi anomenat d'aquesta manera canvià el seu nom per l'actual, Conca de Dalt, en dividir-se Catalunya en comarques: el nom del municipi es podria confondre amb el de la comarca a la qual era adscrit. El terme actualment anomenat Conca de Dalt es formà amb la unió dels antics municipis d'Aramunt, Claverol, Hortoneda de la Conca i Toralla i Serradell.
En la proposta derivada de l'informe popularment denominat Informe Roca, es preveia separar l'antic terme de Toralla i Serradell del terme municipal de Conca de Dalt, al qual pertany, per agregar-lo al de la Pobla de Segur, amb la qual cosa perdria el seu caràcter d'enclavament.
Els seus límits actuals coincideixen amb els antics, ja que aquest antic terme constitueix una part separada del gruix del terme de Conca de Dalt. Limita a orient amb la Pobla de Segur, al nord amb el de Senterada, al nord-oest amb el Pont de Suert (antic municipi de Viu de Llevata, a l'Alta Ribagorça), a ponent amb el de Tremp, en el seu antic municipi d'Espluga de Serra, i a l'oest, sud-oest i migdia amb el de Salàs de Pallars.

## Geografia
L'interior de l'antic terme de Toralla i Serradell està constituït per tres grans valls afluents del riu Flamisell i les zones de Rivert, que és les capçaleres dels barrancs de Rivert i de Sensui, i de Torallola, que comprèn un conjunt de tres petites valls de barrancs directament afluents de la Noguera Pallaresa.
També inclou les serres interiors que separen aquestes valls, molt marcades en el territori, atès que davallen des dels contraforts de la Serra de Sant Gervàs, com es veurà tot seguit.

### Nuclis de població
| Entitat de població | Habitants |
| ------------------- | --------- |
| Erinyà              | 29        |
| Rivert              | 37        |
| Serradell           | 16        |
| Toralla             | 23        |
| Torallola           | 16        |
| Font: Idescat       |           |

Cinc són els nuclis de població de l'antic municipi de Toralla i Serradell: Toralla, que fou el darrer cap de municipi, i ho era des de mitjan segle xx, Serradell, cap del municipi fins a mitjan segle xx, Erinyà, Rivert i Torallola. Cadascun d'ells té el seu article propi.
| Pobles de l'antic terme de Toralla i Serradell | Pobles de l'antic terme de Toralla i Serradell | Pobles de l'antic terme de Toralla i Serradell |
| ---------------------------------------------- | ---------------------------------------------- | ---------------------------------------------- |
| El poble d'Erinyà                              | El poble de Rivert                             |                                                |
| El poble d'Erinyà                              | El poble de Rivert                             |                                                |

| El poble de Serradell | El poble de Toralla | El poble de Torallola |
| El poble de Serradell | El poble de Toralla | El poble de Torallola |

### Activitat econòmica
Fins èpoques ben recents, l'activitat econòmica d'aquest terme, com de la resta de la comarca, estava orientada a l'autoabastiment. S'hi collia blat, raïm, olives, patates, llegums i fruita, especialment cireres. També hi havia ramats d'ovelles i de cabres. En l'actualitat, l'abandonament de la terra fruit del despoblament ha fet que tot aquest sector anés en clara decadència.

### Serveis turístics
No existeix en tot l'antic terme de Toralla i Serradell cap mena de servei turístic, ni d'allotjament ni de restauració. Tanmateix, la proximitat de la Pobla de Segur i Salàs de Pallars fa que quedin coberts aquests serveis des de ben a prop.

### Comunicacions
L'antic terme de Toralla i Serradell només té dues carreteres reconegudes oficialment com a tal: la N-260 i la L-522, i totes dues, més al servei de comunicacions fora de l'antic municipi que no pas al servei de les comunicacions entre els seus pobles. A més, coincideix que passa exactament el mateix amb tot el terme sencer de Conca de Dalt.
La N-260, en aquest tram de la Pobla de Segur al Pont de Suert, forma part de l'eix pirinenc que des del Mediterrani travessa pel sud de la carena les comarques pirinenques per anar a raure a l'Atlàntic. És una carretera de l'estat, que no ha estat traspassada a la Generalitat de Catalunya. Comunica el Pallars Jussà amb l'Alta Ribagorça i només serveix de punt de partença a les carreteres que uneixen els pobles de Toralla i Serradell.
La L-522 és una carretera de caràcter local, paral·lela a l'anterior, que uneix el Pont de Suert amb la N-260 al Congost d'Erinyà, del terme actual de Conca de Dalt i antic de Toralla i Serradell.
No hi ha, doncs, cap carretera més, en aquest antic municipi. Ara bé, sí que hi ha unes quantes pistes rurals asfaltades que connecten uns pobles amb els altres. En l'actualitat aquestes pistes rurals són, de fet, carreteres asfaltades, amples i en força bon estat, a les quals només faltaria un número identificador per tal d'esdevenir carreteres del tot.
La de més al nord és la que surt cap al sud, i després torç a ponent, del Congost d'Erinyà, en el punt quilomètric 314 de la N-260, cap a Erinyà i Serradell. En 1,5 km. mena a Erinyà, i en uns 4 km. més, a Serradell.
Una mica més al sud, poc abans, venint de la Pobla de Segur, de la fita quilomètrica 311, es troba l'arrencada, també cap al sud, però torcent aviat cap a ponent, de la pista que mena a Toralla en 5,5 km.
Bastant més al sud, del poble de Sant Joan de Vinyafrescal surt cap al nord-oest la pista que mena a Torallola, on arriba en 3,5 km.
Finalment, i encara més al sud, es troba la pista que mena a Rivert. Surt de la vila de Salàs de Pallars cap al nord-est, passa per Sensui, del terme salassenc, al cap de 4,5 km, i s'enfila a Rivert en 2,5 km. més.
A l'interior del terme hi ha diversos camins més, però la majoria són quasi del tot impracticables en vehicles convencionals, atesa l'accdentalitat, molt alta, del relleu del terme de Toralla i Serradell.
Les comunicacions mitjançant transport discrecional de viatgers és del tot absent dins del terme de Toralla i Serradell, i dins tot el terme de Conca de Dalt, però la proximitat amb la Pobla de Segur fa que es pugui fer fàcilment ús tant del transport en autobús com del ferrocarril, que té a la Pobla la seva estació terminal.

### Barranc d'Enserola
És la vall de més al nord d'aquest antic terme, i està delimitada al nord pel Serrat de Sant Roc, el Codó i la Taula d'Enserola, tot i que aquestes carenes són, de fet, fora del terme, ja dins del de Senterada. El límit de ponent està constituït per la Serra de l'Estall i Camporan i la Muntanya de Sant Aleix. El límit meridional comença en aquesta darrera muntanya, i continua pel Serrat del Ban, amb les Roques de Llenaspres, de 1.287,3 m. alt., o les Roques, de 1.124,2 m. alt. i el Tossal dels Corbs, de 1.108,9, en el seu extrem de llevant. El límit de llevant és el Congost d'Erinyà, i coincideix amb l'extrem nord-est del terme.
El barranc d'Enserola conforma aquesta vall, i està format, a la capçalera, pels barrancs de Fontallaus, que fa de límit termenal, i de la Torre. Aquest darrer barranc té una ampla capçalera de muntanya formada per tot de comes i clots successius; de nord a sud: la Coma, Coma Pi, Coma Guàrdia i Clot de l'Estall. Al sud de l'estrem occidental d'aquesta vall s'estén el bosc de Serradell, que puja cap a la carena i continua cap a la banda del poble de Serradell, a la vall adjacent pel sud.
No conté cap nucli de població, només algunes bordes (bordes de l'Aparici, de Carrera, de Faralom i del Moixo -totes quatre al Solà de la Muntanya d'Erinyà) i ermites, com la de Sant Isidre, a l'extrem sud-oriental de la vall, a l'Obaga de Sant Isidre, prop del Camp de Fenós, o la de sant Aleix, a la muntanya homònima, al sud-oest de la vall, que la delimita pel costat meridional.

### Riu de Serradell
El límit nord d'aquesta vall és el que s'acaba d'esmentar com a límit sud de la vall del barranc d'Enserola. Es tracta d'una vall amb una capçalera molt ampla, i té com a límit de ponent la Serra de l'Estall i Camporan i la carena que la continua cap al sud-oest separant les valls de la Noguera Pallaresa i la Noguera Ribagorçana fins al Pic de Lleràs, de 1.691,9 m. alt. Del Pic de Lleràs cap al sud-est, i progressivament girant cap a llevant, arrenca la Serra de Sant Salvador, que marca l'inici del límit meridional d'aquesta vall. La serra de Sant Salvador està formada, de nord-oest a sud-est i est, pel Turó de la Font del Forn, de 1.607,2 m. alt., el Turó de la Font dels Bassons, de 1.596,2 (tots dos marcant el Tallat dels Bassons, límit de ponent de la vall del riu de Serradell), el Turó dels Graus, de 1.400,8, la Roca Espatllada, de 1.396,7, la Roca Palomera, de 1.386,8, i l'immediat Graller de Palomera, de 1.378,5, el Tossal del Càvet, de 1.263,3, lo Raset, de 1.241.3, Santes Creus, de 1.262,1, el Turó de la Roca de Migdia, de 1.232,3, l'Arreposador, de 1.186,9, i el Turó de la Mola Mora, de 1.062,3, just abans de trobar en plena carena el poble de Toralla. A l'est de Toralla, la cua de la serra de Sant Salvador davalla ja progressivament cap a la vall del Flamisell: lo Castell, de 996,9 m. alt., lo Saviner, de 976,7, lo Tossalet, de 809,6, i el Casot, de 803,9.
El riu de Serradell s'origina a ponent del poble homònim per l'adjunció de tot de barrancs que davallen de les altes serres de ponent. De nord a sud són la llau del Cornàs, afluït pel costat de ponent pel barranc de la Boscarrera (amb la llau de Saüquers al capdamunt), que baixa del Pic de Lleràs, i pel nord pel barranc del Carant de l'Os (on hi ha la cova de Cuberes). La llau del Cornàs, que pren el nom d'una roca, el Cornàs, de 1.514,3 m. alt., que separa en dues meitats la seva vall, encara rep des del nord la llau de les Tres Peires, que baixa de la roca de les Tres Peires, de 1.484,8 m. alt., i ja del nord-est el barranc de les Boïgues. Tots aquests darrers barrancs davallen de la Muntanya de Sant Aleix, anteriorment esmentada.
A la Llau del Cornàs, se li ajunta el barranc del Grau, que ve del sud-oest, al qual ja s'ha unit el barranc dels Forats, que davalla de l'oest. El barranc dels Forats neix en un cap de vall entre el Turó de Santa Eulàlia la Vella, de 1.469,2 m. alt., al nord, i el Tossal de Perestau, al sud, de 1.464,8. El Torrent del Grau neix més a ponent que l'anterior, atès que la seva vall marca un angle de nord a sud que dira sota el Tossal de Perestau cap a llevant.
El riu de Serradell es considera format a los Plans, al sud-oest del Serrat de Santa Eulàlia, al nord-est de la Roca Palomera i al nord-oest del Tossal del Càvet. En el seu avenç cap a llevant, continua rebent llaus i barrancs, més sobtats i curts els que li arriben per la dreta, més llargs i no tan abarrancats els que li venen del nord, per l'esquerra. Així, troba la llau de les Ribes i la llau de la Font, del nord, i el barranc de Sant Salvador, del sud, aquests dos just a llevant de Serradell. Just a ponent d'Erinyà del nord arriba la llau de la Font de Tuiro, poc abans d'afluir en el Flamisell.
Conté els nuclis de Serradell, al fons de la vall, a ponent, i d'Erinyà, al principi, a llevant, a més del de Toralla a mig camí dels altres dos, dalt la carena que separa aquesta vall de la del barranc de Mascarell. A ponent de Serradell només hi ha les ruïnes de l'església romànica de Santa Eulàlia la Vella de Serradell i algunes bordes, com la borda del Seix i la de Santa Maria, ja bastant a prop de Serradell. Just al sud d'aquest poble hi ha, encara, la borda de Camparriu, a més d'algunes construccions més al sud-est, a lo Rengueret, sota i al sud-oest de lo Serrat Pla. Al sud-oest d'Erinyà, entre aquest poble i Toralla, hi ha l'ermita de Santa Maria de l'Obac. Ja a ran de Flamisell, a prop del límit del terme, hi ha la Casa del Tinet i Can Peret Casa, a la dreta del Flamisell, i la Masia Soriguer, a l'esquerra, les primeres a prop de la carretera N-260, al punt quilomètric 313, i la segona, a la carretera L-522, al punt 1,5. Aquesta darrera masia és en l'únic tros del terme municipal que queda a l'esquerra del Flamisell.

### Barranc de Mascarell
Aquest barranc és de recorregut molt més curt que els dos anteriors. El barranc de Mascarell s'origina a la serra de Sant Salvador, prop i al sud-est de l'ermita de Sant Salvador. Des de prop d'aquesta ermita surt cap al sud la Serra del Cavall, contrafort de migdia de la de Sant Salvador. Aquesta altra serra és el límit de ponent de la vall del barranc de Mascarell, i a més, arriba al límit del terme, amb Salàs de Pallars, separant les valls de Rivert i de Torallola. El límit meridional de la vall el formen el Serrat de Mateu, que arriba als 915,7 m. alt., i la seva continuació cap a llevant, la Serra de Ramonic, amb lo Tossal, de 935,7 m. alt. de punt més elevat, i la Muntanya de Santa Magdalena, per la qual passa el termenal amb la Pobla de Segur. El Pic de Santa Magdalena assoleix els 812,1 m. alt.
Conté, de fet, el poble de Toralla que, tot i ser dalt de la carena del seu límit nord, mira cap a aquesta vall. Passa el mateix amb l'ermita de sant Salvador, a l'extrem nord-oest de la vall: l'ermita mira cap a la vall de Serradell, però els accessos que hi menen procedeixen de la vall del barranc de Mascarell. Completen la vall algunes cabanes prop de Toralla (cabana de la Font d'Ou, cabana de la Llacuna), al sud i sud-est del poble, i l'antic lloc de Mascarell, actualment en ruïnes, a llevant de Toralla, que dona nom a la vall. Ja molt a llevant de la vall, al límit del terme i ran de la carretera de Toralla, hi ha una petita agrupació de granges porcines. A l'extrem sud-est del terme hi ha la borda del Rei, i al sud-oest, a prop de la carena de la serra de Mateu, el Corral de la Serra de Mateu. L'única ermita de la vall és la ja esmentada de sant Salvador.

### Barrancs de Rivert i de Sensui
Els barrancs de Rivert i de Sensui són dos barrancs quasi paral·lels que baixen de nord-oest a sud-est i conflueixen al límit dels termes de Toralla i Serradell i Salàs de Pallars, al sud-est del poble salassenc de Sensui formant aleshores el barranc del Solà, també anomenat torrent en alguns mapes.
El de més al nord és el barranc de Sensui, que pren el nom del poble d'aquest nom. En el seu tram de capçalera s'anomena barranc de l'Espluga de Paradís i aquest, pel seu costat, s'anomena a la capçalera barranc de les Comes. Té la seva naixença en una vall estreta encaixada entre la Serra del Cavall i el Serrat de les Forques, on hi ha l'espluga (cova) de Paradís, que li dona el nom. Al barranc de Sensui, just al nord del poble del mateix nom, del terme de Salàs de Pallars, se li uneix per l'esquerra el barranc de Vilanova, que fa de termenal un bon tros entre els dos termes esmentats, i baixa de dret de nord a sud des de l'extrem oest de la Serra de Ramonic. A la capçalera de la vall del barranc de Vilanova hi ha la Masia de Vilanova, a prop i al nord de les bordes de Fèlix i Borda del Caser.
Més al sud discorre el barranc de Rivert, que pren el nom del poble de Rivert, prop del qual passa. Neix aquest barranc de la confluència de quatre barrancs que davallen dels vessants meridionals de la serra de Sant Salvador. De ponent a llevant, aquests barrancs són el dels Escarruixos, que té la llau dels Graus a la capçalera, el barranc del Balç, que discorre ran i a ponent del poble de Rivert, separat de l'anterior pel Serrat del Gargallar, el torrent de Vall, format a la capçalera pel barranc de Palomera, que és el que passa pel mig del poble de Rivert, entre el poble pròpiament dit i el barri anomenat així, lo Barri, i està separat del del Balç pel serrat de la Rebollera, i el barranc de Ruganyers, que baixa del Tossal del Càvet i està separat de l'anterior pel serrat dels Cinccamps. Aquest darrer barranc, que arriba a Rivert pel costat de llevant de lo Barri, rep per l'esquerra el barranc del Barri. Sota mateix de Rivert es forma el barranc de Rivert, que al cap de poc rep el primer dels barrancs esmentats, el dels Escarruixos. D'aquí, el barranc de Rivert s'adreça cap a Sensui, entra en el terme de Salàs de Pallars, i torna a tocar el terme de Toralla i Serradell al sud-est del poble de Sensui, on s'ajunta amb el barranc de Sensui, formant el barranc del Solà.
Aquesta vall conté el poble de Rivert, a més d'algunes construccions de servei per a les activitats agrícoles, ramaderes i forestals del lloc, com la cabana del Teixidor i la borda de Servent.

### Barrancs de Santa Cecília, Santa Llúcia i Puimanyons
El sector presidit pel poble de Torallola no està format per valls tan llargues i profundes com els altres, ja que és la zona més planera de l'antic terme de Toralla i Serradell, propera al curs i a la vall principal de la Noguera Pallaresa. Es tracta de tres petites valls bastant paral·leles de barrancs directament afluents de la Noguera Pallaresa. Ocupa tot el racó sud-est d'aquest antic terme i actual enclavament.
El de més al nord, sota mateix de la Muntanya de Santa Magdalena, és el barranc de Puigmanyons o Puimanyons, si seguim la pronúncia local. Només la capçalera, com els altres dos barrancs, és de Toralla i Serradell, ja que desemboquen en la Noguera Pallaresa dins del terme de la Pobla de Segur. Neix al nord-oest de Torallola, i baixa cap a llevant cap al lloc de Puigmanyons, o Puimanyons, de la Pobla de Segur. A prop seu, a ponent de Torallola, neix el barranc de Santa Cecília, que baixa de nord-oest a sud-est, en direcció al sud de Sant Joan de Vinyafrescal, passant també per migdia de Torallola. Enmig dels dos, i força paral·lel al de Santa Cecília, davalla el barranc de Santa Llúcia, que es forma al sud de Torallola i va a passar pel nord de Sant Joan de Vinyafrescal abans de trobar la Noguera Pallaresa.
El poble de Torallola queda aturonat a prop del naixement dels tres barrancs, i domina estratègicament tot aquest sector.

### Perímetre del terme

#### Límit amb Salàs de Pallars
A l'extrem sud del termenal de ponent de l'antic terme de Toralla i Serradell es troben els termes municipals de Toralla i Serradell, Salàs de Pallars i Tremp (en l'antic terme d'Espluga de Serra. Aquest triterme és just al sud de la Pleta Verda, en el mesclant dels dos barrancs que, baixant del nord, formen el barranc de Fontfreda a la capçalera, a 1.400 m. alt.
Des del punt anterior, el termenal traça un arc contrari a l'anterior que va a trobar una altra carena, a 1.444,8 m. alt., a poc tros i al nord-oest del Turó del Clot del Piu. Seguint ara cap al sud-est, baixa cap a aquest darrer turó, de 1.391,8, i va seguint la mateixa carena, sempre cap al sud-est. Sempre baixant per la carena, arriba prop de la Roca del Manel, de 992,2 m. alt., la qual, però, queda del tot dins del terme de Conca de Dalt.
Pel Bosc de Salàs, el termenal baixa encara cap al sud-est, però decantant-se cada vegada més cap a llevant, fins a assolir el Serrat del Mig, a uns 990 m. alt, que és el lloc on el terme de Salàs és més estret. Continua pel Serrat de l'Extrem, de 866,4 m. alt., i va baixant carenant paral·lel al barranc de n'Aulesa, fins a arribar a 900 metres a ponent del poble de Sensui, prop d'on hi ha la borda de l'Esteve. En aquest lloc el límit del terme torç sobtadament cap al nord, fins que troba la pista de Rivert, lloc on es decanta cap al nord-est per baixar fins al barranc de Sensui, travessa cap a la carena de l'altra banda del barranc, i s'enfila carena amunt per Solzinons fins a ran de la borda de Fèlix, on hi ha un turonet de 881,8 m. alt.
En aquest lloc marcant un angle molt tancat, el termenal emprèn la direcció sud-est, i al cap de poc l'est, per anar a trobar el barranc de Vilanova, a 730 m. alt. La línia de terme segueix aquest barranc, ara cap al sud-sud-est, passa a molt poca distància del poble de Sensui, fins que aquest barranc s'integra en el barranc del Solà. Continua encara un tros pel barranc del Solà, fins que, entre els llocs de Boixellar i de Capsó, a 520 m. alt., es troba un altre límit de tres termes: Salàs de Pallars, Conca de Dalt i la Pobla de Segur.

#### Límit amb la Pobla de Segur
Des del lloc anteriorment esmentat, a 535 m. alt., el termenal emprèn la direcció nord-nord-oest, pujant pel Solà d'Hortell i passant molt a prop i a ponent del poble de Sant Joan de Vinyafrescal. Travessa la Costa de Matacabrits, a 605 m. alt., i després el barranc de Santa Llúcia (548 m. alt.), i torna a pujar, sempre en la mateixa direcció, cap a Segalins, on assoleix els 650 m. alt. (el límit de terme deixa aquesta serreta dins de Toralla i Serradell). Passa a ponent de Puimanyons i, flexionant-se lleugerament cap a ponent, travessa el barranc de Puimanyons a 585 m. alt., i s'enfila cap a la Muntanya de Santa Magdalena, a l'extrem llevantí de la Serra de Ramonic. Assoleix la carena d'aquesta serra a 800 m. alt. El límit dels termes deixa el Pic de Santa Magdalena dins del terme de la Pobla de Segur i la resta cap a ponent, dins del de Toralla i Serradell.
Sempre en la mateixa direcció, el termenal va força paral·lel a la carretera N-260 (La Pobla de Segur - el Pont de Suert), però convergint-hi gradualment. Travessa el barranc de Mascarell a 590 m. alt., i voreja per llevant, deixant-los dins de Toralla i Serradell, els cims del Casot i lo Tossalet, aproximadament per la cota 600. Quan arriba a un barranquet que hi ha just al sud de Matavaques, el termenal canvia de direcció; ara cap al nord-nord-est, travessa la carretera esmentada i el riu Flamisell, a 575 m. alt., i s'enfila cap al nord, pel costat de llevant de la carena on hi ha la Masia Soriguer i s'enfila cap al límit de llevant de les Roques del Congost, que conformen aquell costat del Congost d'Erinyà. Puja gradualment, fins que dalt la carena, a 1.020 m. alt., troba el triterme amb la Pobla de Segur i Senterada.

#### Límit amb Senterada
Des del punt anterior, el termenal baixa cap al nord-oest fent un arc corbant-se cap al nord, i per una carena baixa de dret al Flamisell, que troba a l'alçada de 640 m. alt. El lloc és exactament a llevant de la boca sud del túnel que fa en aquest lloc la carretera N-260, just al nord d'on es troben les carreteres L-522 (La Pobla de Segur - el Congost d'Erinyà i el traçat antic de la N-260, actualment N-260a. És l'extrem meridional del Congost d'Erinyà.
En aquest punt la línia de terme trenca cap al nord seguint exactament el curs del Flamisell, fins que en el lloc on la carretera i el riu dicorren més a prop, el produeix una girada brusca de la línia de terme, que ara agafa la direcció sud-sud-oest per anar a buscar el vessant nord-oest de les Roques del Congost, on hi ha una forta cinglera, a 790 m. alt.
Torna a girar bruscament, la línia de terme. Ara cap a ponent, segueix un petit tros en aquesta direcció per trencar cap al nord-oest de seguida, anant a pujar a la Taula d'Enserola, de 1.052 m. alt. Des d'aquest cim el termenal segueix la direcció oest, però fent una ziga-zaga adaptant-se al terreny. Es manté un bon tros a prop de la cota 1.000, fins que arriba a trobar la llera del barranc de Fontallaus, sempre pel vessant meridional del Codó. Quan troba el barranc, prop del Salt d'Aigua, el remunta, sempre cap a ponent, durant 1.200 metres, fins al Clot de la Coma, a 1.300 m. alt., moment en què, encara cap a ponent, passa a la riba dreta del barranc i remunta fins a la carena que baixa cap al sud-est de la Capcera. Arriba a aquesta carena prop de la borda del Moixo, a 1.462,9 m. alt., i ja no la deixa fins al cim de la Capcera, de 1.695,8 m. alt., on es troben els termes de Toralla i Serradell (ara, de Conca de Dalt, Senterada i el Pont de Suert, és a dir, en aquest punt es troben les comarques del Pallars Jussà i de l'Alta Ribagorça.

#### Límit amb el Pont de Suert
El tros de termenal amb el Pont de Suert és breu, i tot ell discorre per la carena de la Serra de l'Estall i Camporan, una de les que forma el vessant oriental de la Serra de Sant Gervàs. Des de la Capcera, el termenal emprèn la direcció sud-oest, seguint aquesta carena durant 1,3 quilòmetres, fins que troba el triterme entre Toralla i Serradell (Conca de Dalt), el Pont de Suert i Espluga de Serra (actualment, Tremp), a 1.690 m. alt.

#### Límit amb l'antic terme d'Espluga de Serra (Tremp)
La Serra de l'Estall és l'element que fa de termenal entre Espluga de Serra i Toralla i Serradell, en direcció sud-oest, però que va canviant gradualment cap a ponent. Va baixant per aquesta serra (1.681 m. alt., 1667...), segueix després la Costa Cirera cap al sud, fins a arribar al Coll de Serradell, de 1.562 m. alt. i, sempre cap a migdia, arriba al Pic de Lleràs, de 1.692 m. alt. Des del Pic de Lleràs es desvia cap a llevant abandonant la carena, i baixa a la capçalera del barranc de Fontfreda, de manera que la Pleta Verda i els Clots de Lleràs queden en terme d'Espluga de Serra. A 1.400 m. alt. troba el barranc esmentat, al lloc on es tornen a trobar tres termes: els dos ja esmentats d'Espluga de Serra i Serradell amb el de Salàs de Pallars, on ha començat aquesta descripció.

## Història

### Edat antiga
Toralla i Serradell han deixat mostres de poblament antic d'alt valor arqueològic. Hi destaquen la Cova de Toralla, prop del poble de Toralla, la Cova de les Llenes, prop d'Erinyà i les coves del Forat Negre, del Forat del Bou, de Sorta i d'Espluguell, prop de Serradell.

### Edat mitjana
El castro Toralia, així com el de Reverte són esmentats des del 994, i jugaren un paper rellevant tot al llarg de l'edat mitjana, en què foren objecte de més d'una transacció en les convinences establertes entre els dos comtes pallaresos (el Jussà i el Sobirà, que sovint provocaren bescanvis de castells per garantir la pau a la frontera dels dos comtats.
Cal destacar que en aquesta època, el pas de l'alta edat mitjana a la baixa edat mitjana, es poden situar el conjunt troglodític de Sorta, el despoblat d'Esplugallonga, i l'hàbitat troglodític de la cova de l'Espluguell, tots tres propers al poble de Serradell, situats en coves o balmes ja esmentades en el punt anterior, atès que hi han estat trobades restes prehistòriques, a part de medievals.
A inicis del segle xii pren gran importància el llinatge dels Toralla,, feudataris del Castell de Toralla. La jurisdicció superior, però, era la reial, i el 1281 consta que Bernat de Toralla cedia al comte de Foix els seus drets a la Vall Ferrera i a altres llocs. El mateix any consta una donació del rei en Pere al mateix Bernat de Toralla, de diversos castells, entre els quals hi havia el de Toralla.

### Edat moderna
El 1381 consten a Toralla 8 focs (uns 40 habitants); 4 a Torallola (20 habitants), i 6 focs a Erinyà (30 habitants); la població anà en augment en els segles següents, i el 1781 hi consten ja 360 habitants, que són 587 el 1787. El 1860 s'arriba al sostre de població de tots els temps: 1.146 habitants, i d'aleshores ençà han anat baixant constantment: 659 el 1900, 511 el 1940, 349 el 1950, 313 el 1960. En l'actualitat (2005), l'antic municipi de Toralla i Serradell té 121 habitants.
La senyoria de Toralla, durant segles anomenada així, apareix com a varvassoria el 1632, en un moment de recuperació de vells títols senyorials altmedievals, per influència de la propagació de la llegenda dels Nou barons de la fama. Estigueren sota el domini d'aquesta varvassoria els llocs de Toralla, Claverol (Conca de Dalt), Erinyà, Mentui, la Pobleta de Bellveí, Reguard, Serradell i Torallola. Rivert era del baró de Rivert. Més endavant, la majoria d'aquests llocs passaren als Sentmenat per matrimoni d'Emerenciana de Toralla amb Francesc de Sentmenat i de Perapertusa, i s'incorporaren com a patrimoni important del primer marquès de Sentmenat, fill dels anteriors. A la caiguda de l'Antic règim hi havia hagut alguns canvis: els Sentmenat conservaven Erinyà i Toralla, els marquesos de Girona posseïen Rivert, la important família pobletana dels Orteu tenia Serradell i Torallola.

### Edat contemporània

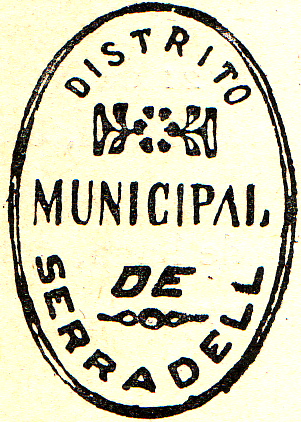
Segell municipal de vers el 1912

Com la gran majoria d'ajuntaments catalans, el 1812, amb la implantació dels ajuntaments moderns fruit del desplegament de la Constitució de Cadis, es crearen en un primer moment els ajuntaments d'Erinyà, Rivert, Serradell, Toralla i Torallola. El febrer del 1847, en aplicar-se una nova llei municipal que limitava el manteniment dels ajuntaments a un mínim de 30 veïns (caps de família), aquests cinc ajuntaments s'agruparen amb Serradell, que esdevingué cap del nou municipi, amb el nom d'aquest poble. En conjunt sumaven 45 veïns, 37 dels quals eren electors contribuents i un per capacitats, segons les lleis d'aquell moment. Constituïa el seu ajuntament un alcalde, un tinent d'alcalde i 3 regidors.
El 17 d'octubre del 1950, sota la presidència de l'alcalde Emili Aleu, la capitalitat del municipi fou traslladada al poble de Toralla, i, alhora, es produí el canvi de denominació al nom que ja fou definitu fins a la pèrdua d'independència municipal: Toralla i Serradell.

#### L'antic ajuntament de Serradell
L'alcaldia de Serradell fou exercida, al llarg dels anys, per les persones següents:
- Francesc Gasa (1889) (hi consten de regidors Farrero, Fillat, Folch, Miró, Sorigué, Vidal i Viu; només se'n coneixen els cognoms)
- Josep Fondevila (1890)
- Manuel Rius (1894)
- Pere Capdevila (1897)

## Llocs d'interès
Històric
- Poble de Toralla
- Castell de Toralla
- Santa Maria de Toralla (església parroquial romànica)
- Poble de Serradell
- Castell de Serradell
- Santa Eulàlia la Vella de Serradell (restes d'una església romànica)
- Sant Aleix de Serradell (restes d'una església romànica)
- Poble d'Erinyà
- Poble de Rivert
- Sant Martí de Rivert (església parroquial romànica)
- Mare de Déu del Castell de Rivert (capella romànica)
- Poble de Torallola
- Sant Martí de Torallola (església romànica, sufragània)
- Santa Cecília de Torallola (ermita romànica)
- Jaciments arqueològics, prehistòrics i medievals de diferents balmes i coves de diferents indrets del terme (Serrat del Ban, sobretot).

Paisatgístic
- Vall d'Erinyà i Serradell
- Congost d'Erinyà
- Vall de Toralla
- Vall de Rivert
- Serres de ponent del terme
- Serres interiors del terme
- Vistes de la vall del Flamisell des de les carenes i cims interiors del terme
- Balmes i coves de diferents indrets del terme (Serrat del Ban, sobretot).